# ULBP1
ULBP1 (англ. UL16 binding protein 1) – білок, який кодується однойменним геном, розташованим у людей на короткому плечі 6-ї хромосоми. Довжина поліпептидного ланцюга білка становить 244 амінокислот, а молекулярна маса — 27 997.
| 10         |  | 20         |  | 30         |  | 40         |  | 50         |
| ---------- |  | ---------- |  | ---------- |  | ---------- |  | ---------- |
| MAAAASPAFL |  | LCLPLLHLLS |  | GWSRAGWVDT |  | HCLCYDFIIT |  | PKSRPEPQWC |
| EVQGLVDERP |  | FLHYDCVNHK |  | AKAFASLGKK |  | VNVTKTWEEQ |  | TETLRDVVDF |
| LKGQLLDIQV |  | ENLIPIEPLT |  | LQARMSCEHE |  | AHGHGRGSWQ |  | FLFNGQKFLL |
| FDSNNRKWTA |  | LHPGAKKMTE |  | KWEKNRDVTM |  | FFQKISLGDC |  | KMWLEEFLMY |
| WEQMLDPTKP |  | PSLAPGTTQP |  | KAMATTLSPW |  | SLLIIFLCFI |  | LAGR       |

A: Аланін

C: Цистеїн

D: Аспарагінова кислота

E: Глутамінова кислота

F: Фенілаланін

G: Гліцин

H: Гістидин

I: Ізолейцин

K: Лізин

L: Лейцин

M: Метіонін

N: Аспарагін

P: Пролін

Q: Глутамін

R: Аргінін

S: Серин

T: Треонін

V: Валін

W: Триптофан

Локалізований у клітинній мембрані, мембрані, ендоплазматичному ретикулумі.